# قصر أبو لطيعة باسل
قرية قصر ابولطيعة باسل هي إحدى القرى التابعة لمركز يوسف الصديق في محافظة الفيوم في جمهورية مصر العربية. حسب إحصاءات سنة 2006، بلغ إجمالي السكان في قصر ابولطيعة باسل 8977 نسمة، منهم 4699 رجل و4278 امرأة.